# Evangelisch-Lutherisches Dekanat Wunsiedel
Das Evangelisch-Lutherische Dekanat Wunsiedel ist eines der 15 Dekanate des Kirchenkreises Bayreuth. Sein Gebiet umfasst den südlichen Teil des Landkreises Wunsiedel im Fichtelgebirge und die Gemeinden Neusorg, Pechbrunn und Waldershof im angrenzenden Landkreis Tirschenreuth. Zurzeit übt Peter Bauer das Amt des Dekans aus.

## Geschichte
Die brandenburg-kulmbachische Superintendentur Wunsiedel wurde 1558 mit folgenden Pfarreien errichtet: Arzberg, Bernstein, Höchstädt, Kirchenlamitz, Marktleuthen, Oberröslau, Schirnding, Selb, Thiersheim, Thierstein, Weißenstadt und Wunsiedel. Ab 1650 wurde Marktredwitz von Eger abgetrennt und lehnte sich stark Kulmbach an. 1661 wurde die Pfarrei Brand errichtet und der Superintendentur Wunsiedel zugeordnet. 1158 bis 1568 lag der Sitz der Superintendentur in Kirchlamitz. Seit 7. Dezember 1810 wird die Superintendentur als bayerisches Dekanat weitergeführt. Folgende Zugänge waren zu verzeichnen: 1827 Marktredwitz und durch Verselbständigung die Pfarreien 1826 Schönbrunn, 1832 Schönwald, 1846 Spielberg und 1865 Hohenberg. Neugegründete Pfarreien waren: 1950 Neuensorg, 1958 Bad Alexandersbad und 1959 Tröstau.
Am 5. November 1849 wurde das Dekanat Kirchenlamitz errichtet und folgende Pfarreien von Wunsiedel übernommen: Kirchenlamitz, Marktleuthen, Oberröslau, Schönwald, Selb, Spielberg und Weißenstadt. Der Dekanatssitz wurde 1925 nach Selb verlegt. Ab 1935 erfolgte die Umbenennung in Dekanat Selb. 1954 wurden Oberröslau und Weißenstadt an Wunsiedel abgegeben. Aus Wunsiedel kamen gleichzeitig Höchstädt, Hohenberg und Thierstein zu Selb.

## Kirchengemeinden
Zum Dekanatsbezirk Wunsiedel gehören folgende 16 Kirchengemeinden:
- Arzberg mit Seußen, Maria-Magdalena-Kirche
- Bad Alexandersbad, Heilig-Geist-Kirche (1929/30)
- Bernstein, ev. Kirche
- Brand, ev. Kirche
- Groschlattengrün-Pechbrunn, Friedenskirche
- Lorenzreuth, Christuskirche
- Marktredwitz, St. Bartholomäus, Heilig-Geist-Kirche in Oberredwitz, Auferstehungskirche in Pfaffenreuth
- Röslau, St. Johannis
- Schönbrunn, St. Peter
- Schirnding, ev. Kirche
- Thiersheim, St. Ägidien
- Tröstau, ev. Kirche
- Pfarrei Waldershof
  - Kirchengemeinde Neusorg, Christuskirche (1950)
  - Kirchengemeinde Waldershof, ev. Kirche
- Weißenstadt, Stadtkirche St. Jakobus, Friedhofskirche Heilige Dreifaltigkeit
- Wunsiedel, Stadtkirche St. Veit und St. Martin, Spitalkirche St. Marien, Friedhofskirche Zur Heiligen Dreifaltigkeit, Martin-Luther-Gedächtniskirche in Holenbrunn

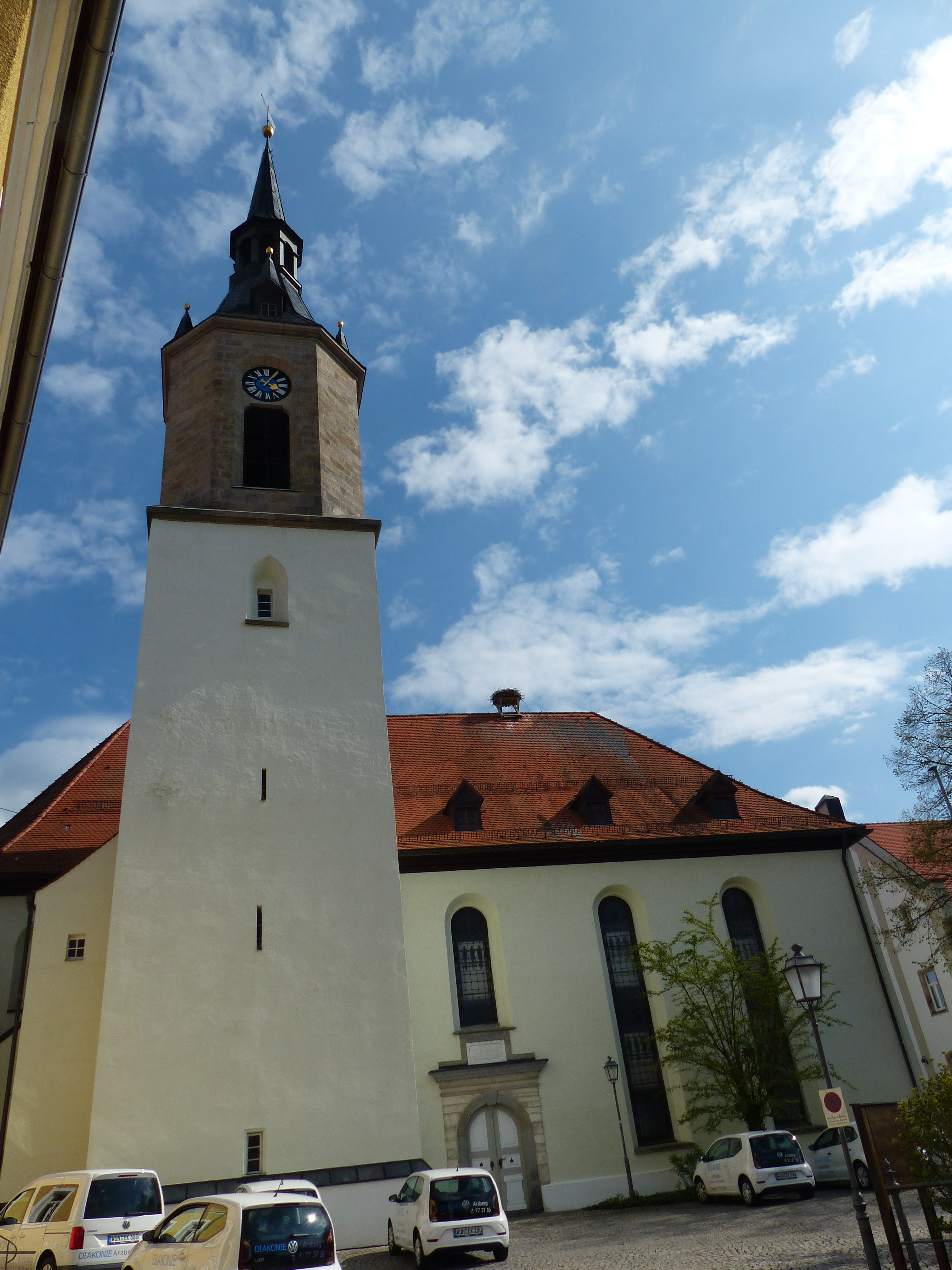
Maria-Magdalena-Kirche in Arzberg
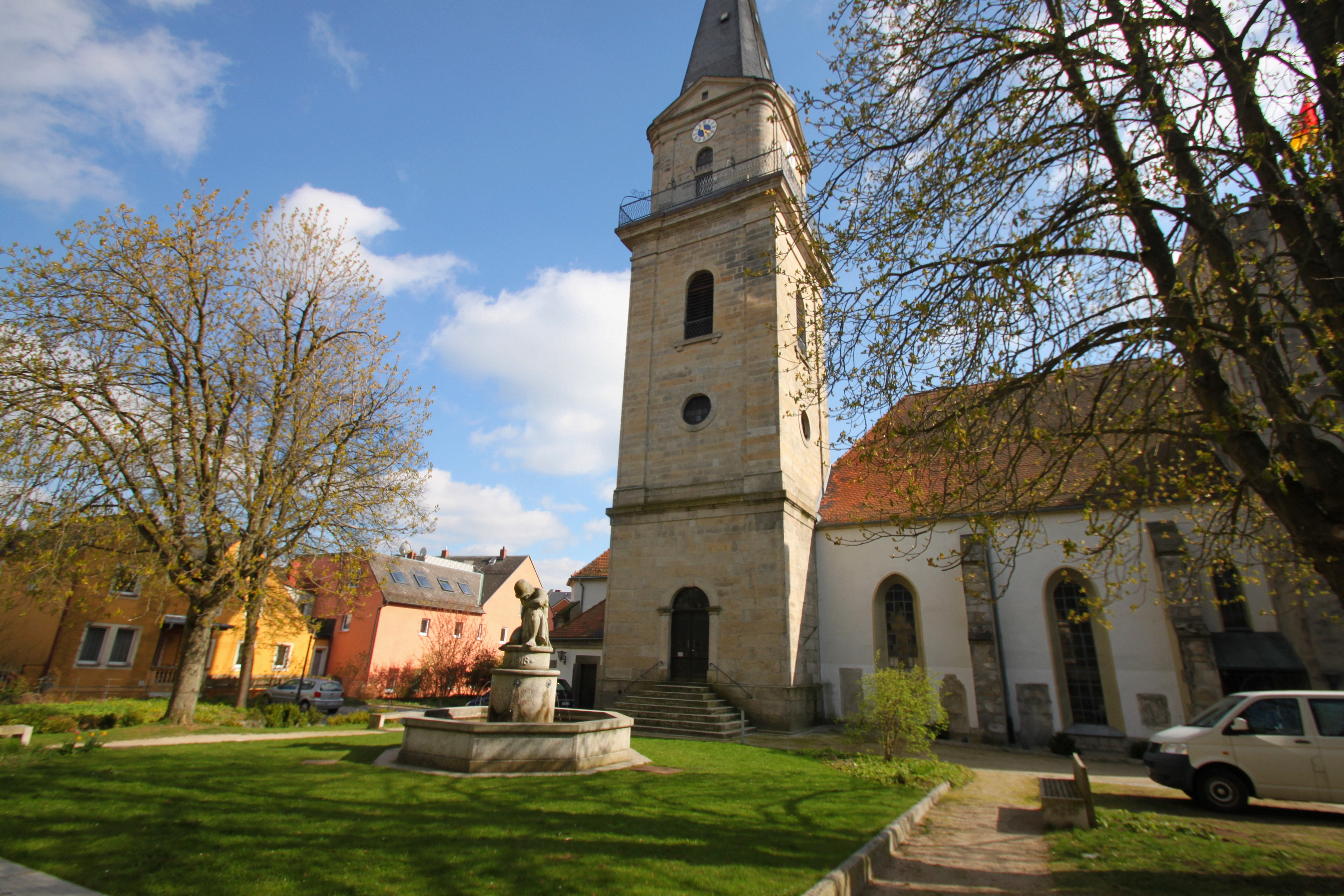
St. Bartholomäus in Marktredwitz
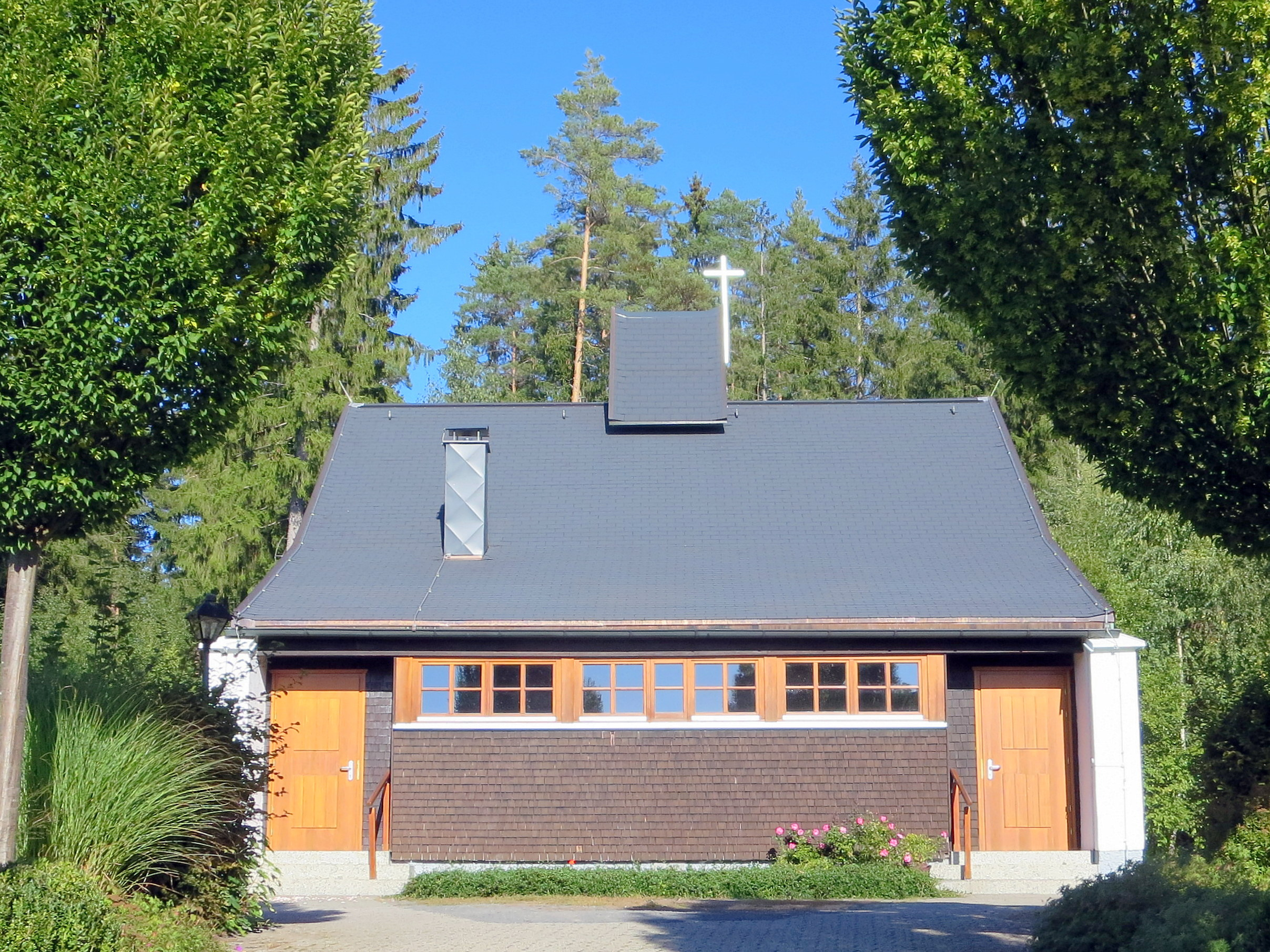
Christuskirche in Neusorg
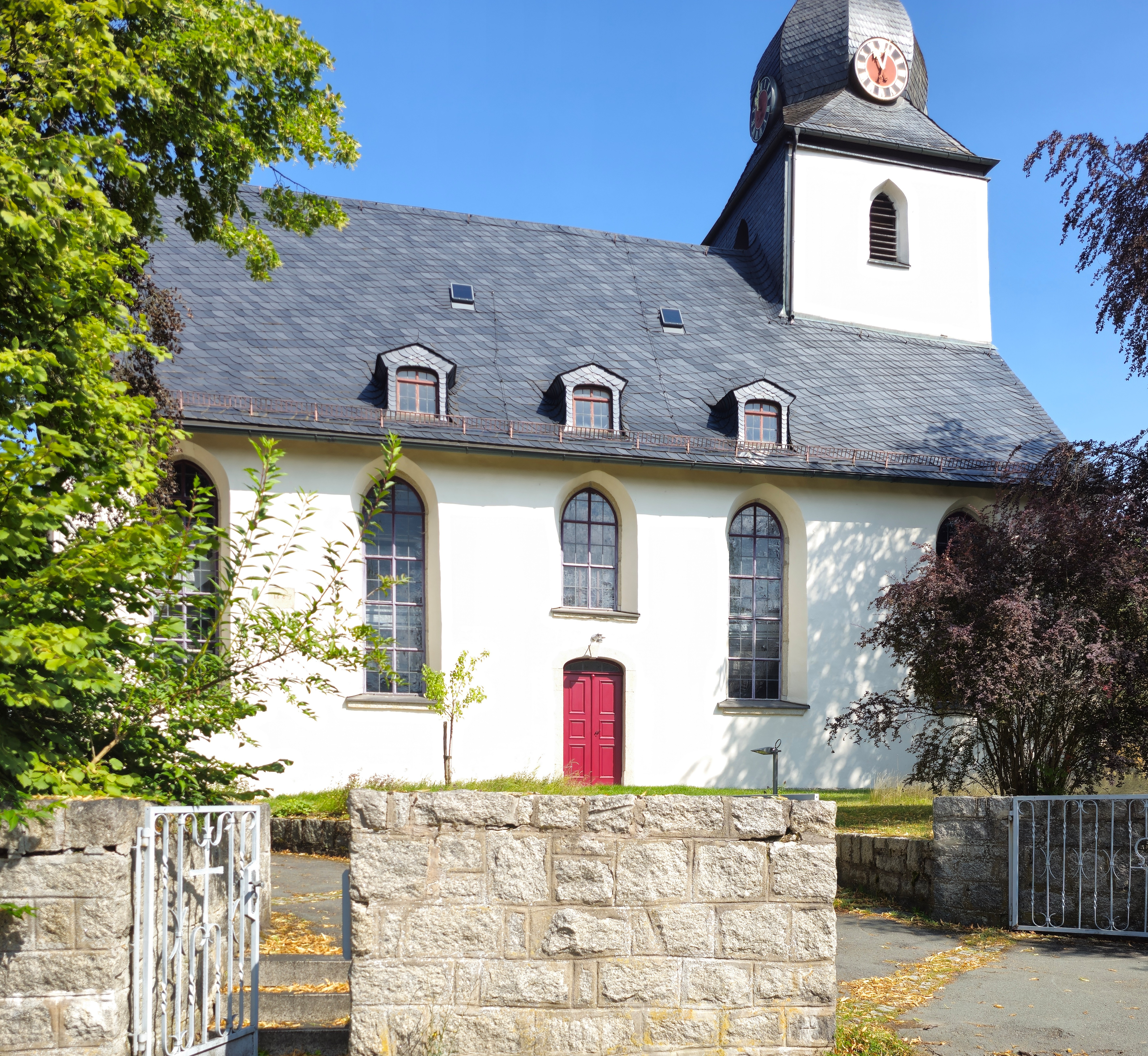
St. Johannis in Röslau
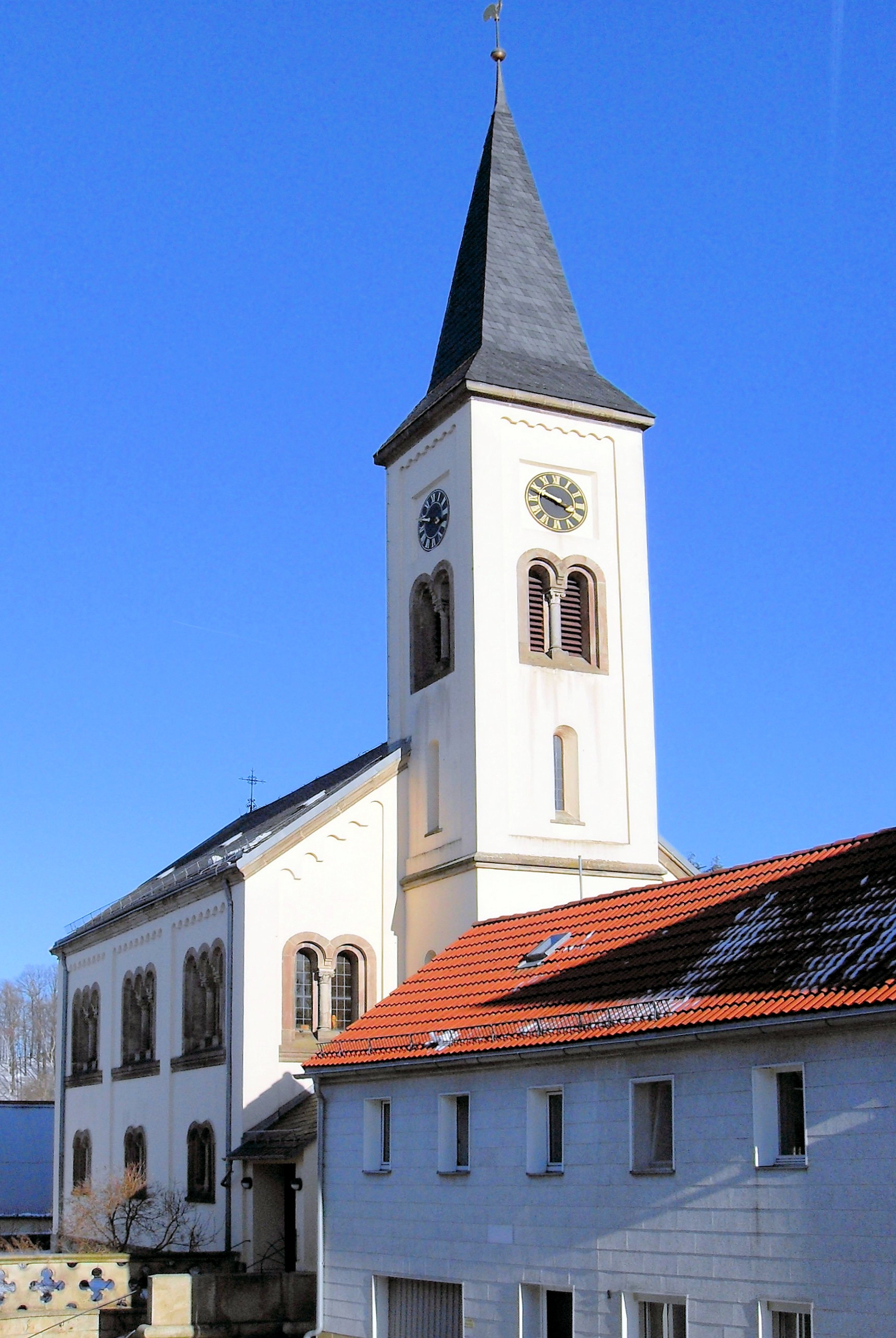
Evangelisch-lutherische Kirche Ad Salvatorem in Schirnding
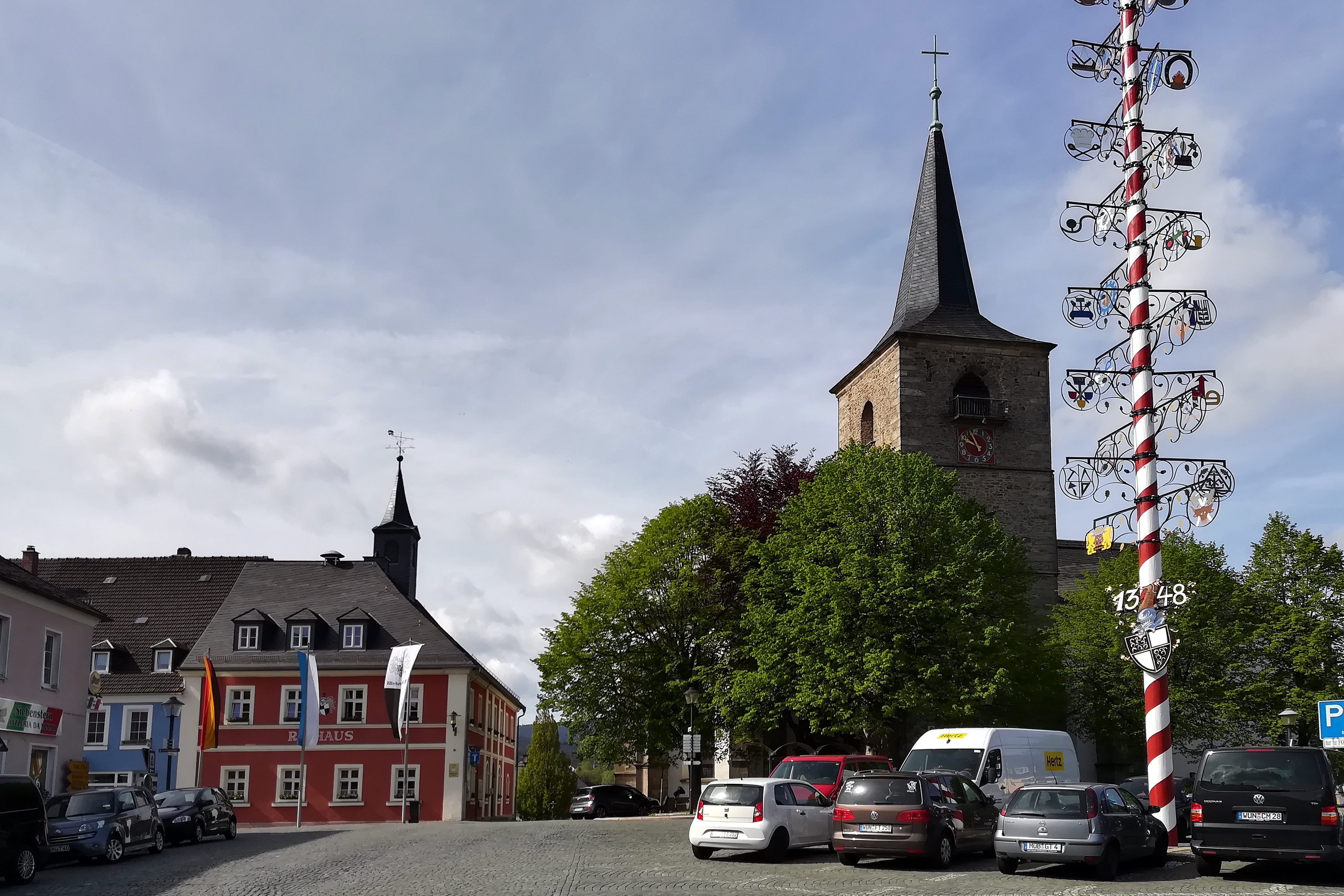
Stadtkirche Weißenstadt
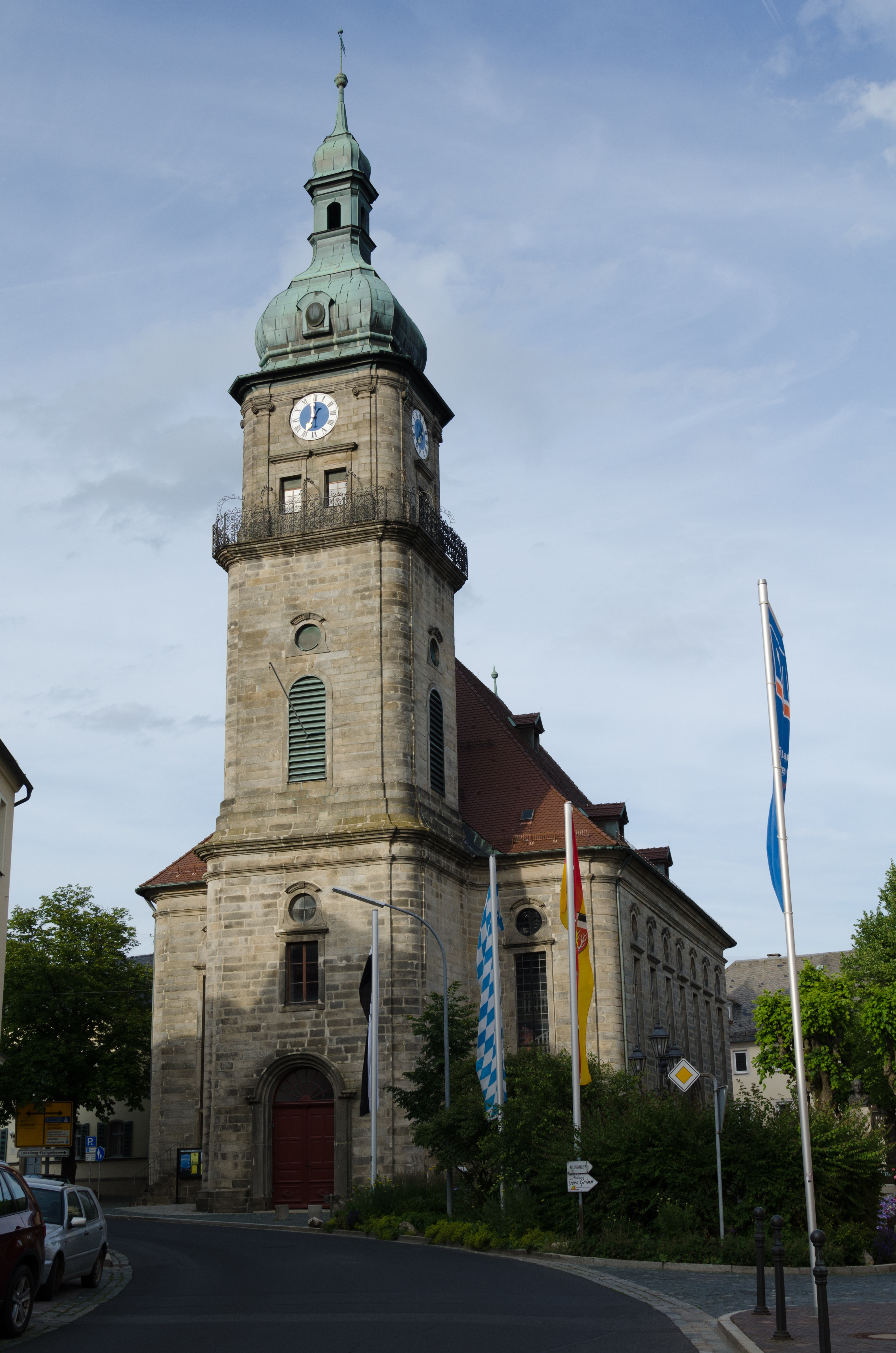
Stadtkirche Wunsiedel
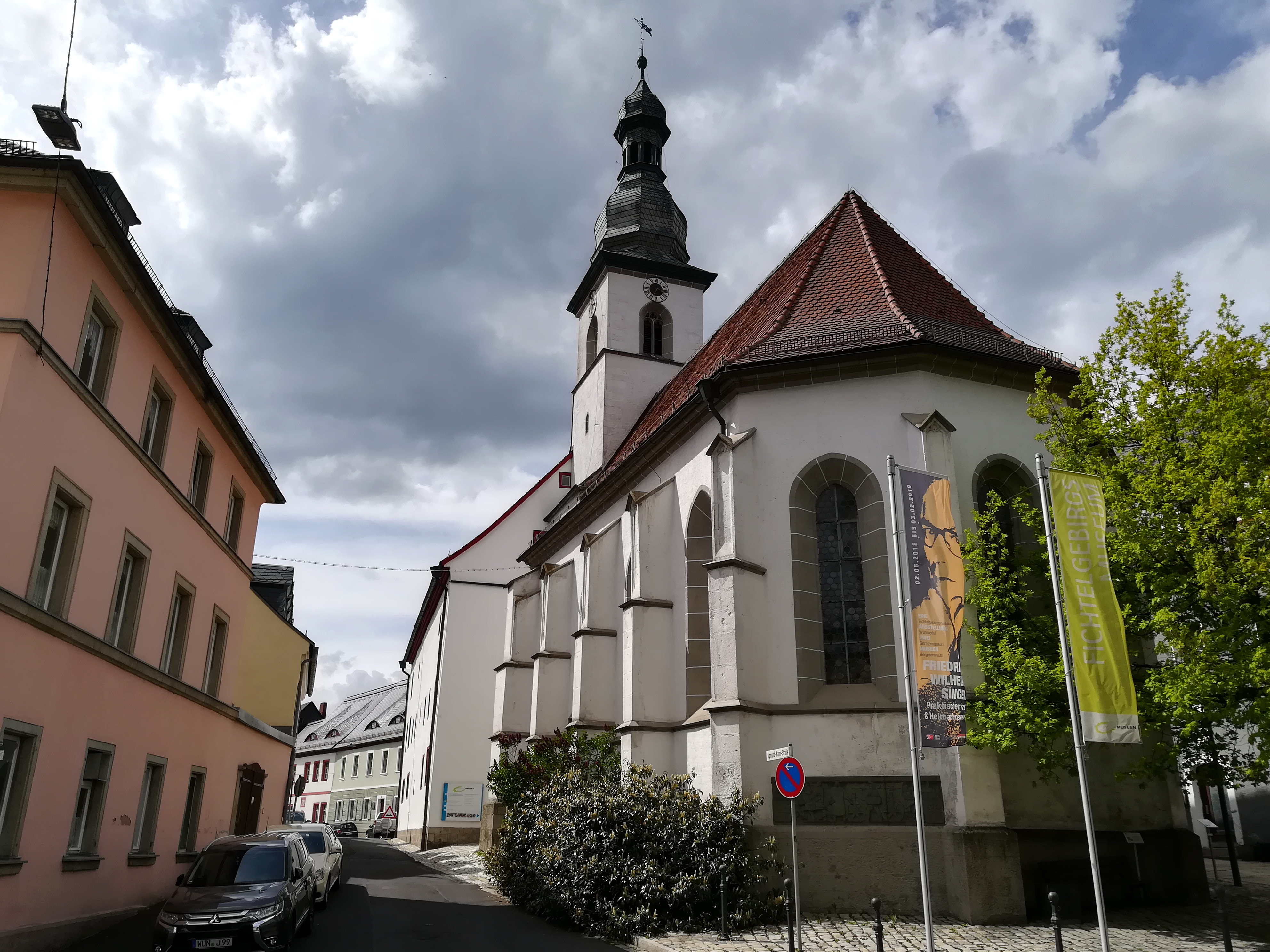
Spitalkirche in Wunsiedel